# Turn It Up (film)
Turn It Up je americký akční film z roku 2000, který napsal a režíroval Robert Adetuyi a ve kterém hrají Ja Rule, Pras, Faith Evans a Jason Statham. Pro Ja Rulea se jedná o jeho filmový debut.
Film byl uveden společností New Line Cinema 6. září 2000 a dočkal se vesměs negativních recenzí od kritiků, kteří poznamenali, že je „zjevně absurdní jak v detailech, tak ve větších aspektech“; byl také finančním zklamáním.

## Obsazení
- Pras jako Diamond
- Ja Rule jako David "Gage" Williams
- Jason Statham jako "pan B"
- Tamala Jones jako Kia
- Vondie Curtis-Hall jako Cliff
- John Ralston jako pan White
- Chris Messina jako Baz
- Eugene Clark jako Marshall
- Faith Evans jako Natalie
- Chang Tseng jako pan Chang